# Флитнер, Давид
Давид Францевич фон Флитнер (нем. David von Flittner; 1796—1869) — генерал-суперинтендент и вице-председатель Петербургской евангелическо-лютеранской консистории.

## Биография
Родился 23 ноября (4 декабря) 1796 года в немецкой колонии Франк Саратовской губернии. Его родителями были Франц Август фон Флитнер и Анна Маргарета Экгардт.  В 1814—1817 годах учился на богословском факультете Дерптского университета, по окончании которого был назначен сперва пастором-адъюнктом в приходе немецкой колонии Франк, а в 1818 году — пастором в колонии Медведицко-Крестовый Буерак в Саратовской губернии; в 1820 году переведен в колонию Рязановка в той же губернии и оставался там до 1830 года. Одновременно, с 1823 года он состоял пробстом низовой приволжской стороны и членом саратовской (затем московской) консистории.
С 1830 года жил в Санкт-Петербурге. Был преподавателем закона Божия в 1-м кадетском корпусе и пастором лютеранской церкви во имя Архистратига Михаила при корпусе (была освящена в 1834 году). Сначала он жил в доме при корпусе, затем приобрёл собственное жильё в начале Вознесенского проспекта (д. 4).
В 1830—1851 годах он также окормлял лютеран-учащихся Пажеского корпуса, преподавал закон Божий лютеранам Петербургского батальона кантонистов. В 1836—1867 годах был лютеранским законоучителем в Ларинской гимназии.
С 1841 года до своей смерти был генерал-суперинтендентом и вице-председателем Санкт-Петербургской евангелическо-лютеранской консистории. В 1836 году Гиссенским университетом был удостоен степени доктора философии. Флитнер также служил в церкви Святого Михаила (в 1830—1859 гг.) и занимал пост вице-президента её приходского совета.
Был награждён орденами: Св. Анны 3-й степени (03.02.1846), Св. Станислава 4-й (24.10.1836) и 2-й степени, Св. Владимира 4-й степени.
Умер в Санкт-Петербурге 15 (27) июля 1869 года. Был похоронен на Смоленском лютеранском кладбище. Могила не сохранилась.
Ему принадлежат сочинения «Denkmal der Sacularfeier des I Cadettencorps» — к 100-летию 1-го Кадетского корпуса; и «Ein Beitrag zur Geschichte der religiosen und kirchlichen Cultur im Russischen Reich» (СПб., 1832).
Жена (с 1818), Амалия-Екатерина Буш (1801—1878).